# Vauro
Vauro Senesi, noto semplicemente come Vauro (Pistoia, 24 marzo 1955), è un vignettista, scrittore e opinionista italiano.
Noto vignettista di satira politica, è spesso ospite di trasmissioni televisive.

## Biografia

### Inizi,Il Maleeil manifesto
Vauro è stato allievo di Pino Zac, con il quale nel 1978 ha fondato Il Male. Dal 1986 al 2006 è stato assiduo editorialista e vignettista de il manifesto. Le sue vignette sono state pubblicate sulle più importanti testate italiane ed estere: Satyricon, Linus, Cuore, Il Quaderno del Sale, L'Écho des Savanes, El Jueves e Il Diavolo. È stato direttore del settimanale satirico Boxer, collaboratore del Corriere della Sera e di Smemoranda.

### Gli anni novanta
Nel 1994 è stato querelato dalla senatrice Maria Elisabetta Alberti Casellati per una vignetta pubblicata sul settimanale Il Venerdì di Repubblica, insieme con il direttore responsabile del periodico. È stato assolto nel 1998 con sentenza definitiva. Nel 1997 è condannato dal tribunale di Roma per vilipendio alla religione cattolica, per una vignetta ritenuta offensiva apparsa sul quotidiano il manifesto.

### Gli anni 2000 e la collaborazione conAnnozero

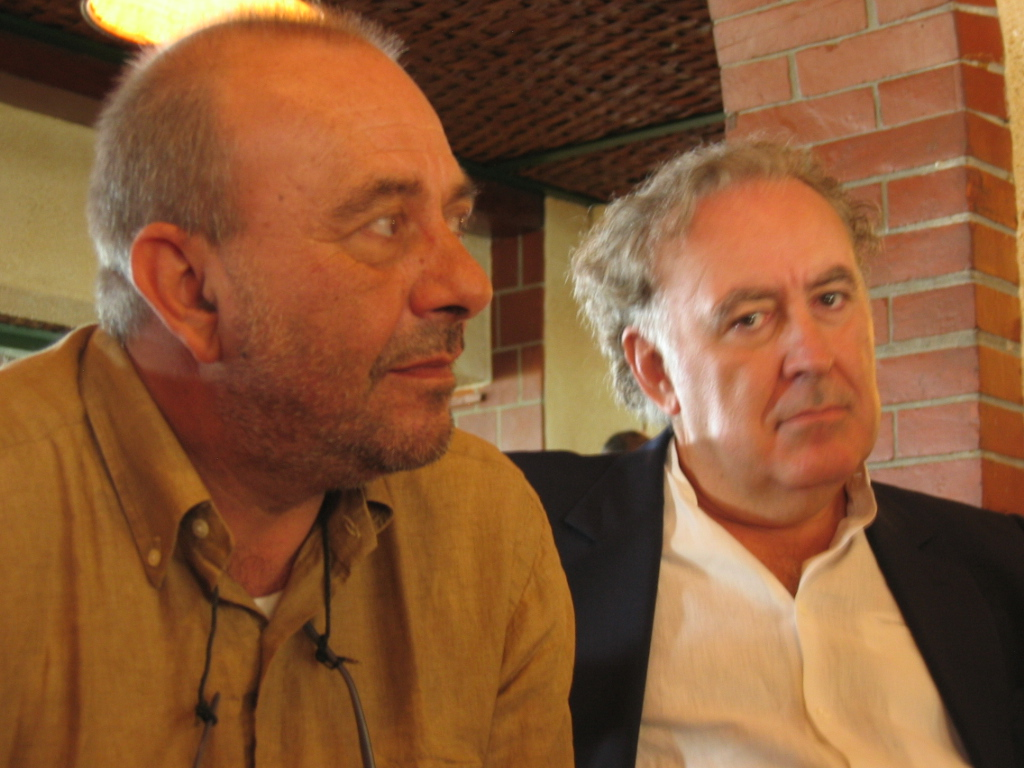
Vauro con Michele Santoro nel 2008.

Dal 14 settembre 2006 è nel cast della trasmissione televisiva di informazione Annozero, condotta da Michele Santoro: nei minuti finali della trasmissione legge una sequenza di vignette disegnate nel corso della puntata. Alla fine dello stesso anno aderisce alla mostra di vignette satiriche MafiaCartoon organizzata dall'ARCI. Nel 2008 ha presenziato a mostre di fumetti, sempre in collaborazione con l'ARCI, in Sicilia, ad Agrigento, riscuotendo sempre più consensi per la critica sulla satira politica.
Il 15 aprile 2009 viene sospeso dalla Rai per una sua vignetta mostrata durante la trasmissione di Raidue AnnoZero. La vignetta satirica, con la frase "Aumento delle cubature. Dei cimiteri", è stata ritenuta dalla Rai «gravemente lesiva dei sentimenti di pietà dei defunti e in contrasto con i doveri e la missione del servizio pubblico». Faceva riferimento a due eventi, il terremoto dell'Aquila del 2009 e l'emanazione di un decreto previsto dal governo Berlusconi riguardante l'aumento di spazio abitativo.
La sua sospensione causa diverse critiche, sia da esponenti non politici come Beppe Grillo, sia da esponenti politici come Dario Franceschini, Antonio Di Pietro e Paolo Ferrero (segretari rispettivamente di PD, Italia dei Valori e Partito della Rifondazione Comunista). Sabina Guzzanti lo "processa" in una parodia (a favore del vignettista) durante la puntata successiva di Annozero, sostituendo Vauro negli ultimi minuti del programma. La sospensione resta in vigore per una sola puntata, dopo di che il vignettista viene reintegrato nel programma.

### Gli anni 2010 e la collaborazione con LA7
Dal 2011 è nel cast del programma Servizio pubblico di Michele Santoro su LA7. Dal 7 ottobre 2011, insieme con il fumettista Vincino ha rilanciato Il Male in edicola (settimanale). Nel 2012 tiene la mostra personale "Vauro in mostra!" presso Paola Raffo Arte Contemporanea di Pietrasanta, esponendo vignette realizzate durante la trasmissione Annozero. Il 30 settembre 2012 Vauro incomincia la sua collaborazione con il Fatto Quotidiano, abbandonando il manifesto.
Dal 15 settembre 2017 ogni venerdì cura la rubrica Il Vauro che tira all'interno del programma L'aria che tira condotto da Myrta Merlino su LA7.
Nell'ottobre 2018 partecipa al primo numero del rifondato quotidiano Il Paese Sera.

### Gli anni 2020 e la guerra in Ucraina
In seguito all'invasione russa dell'Ucraina del 2022, Vauro si schiera a più riprese contro il presidente ucraino Zelens'kyj e contro l'invio di armi al Paese invaso da parte di vari Stati tra cui l'Italia, posizione per cui viene criticato da alcuni manifestanti il 25 aprile.  In varie interviste nel corso del conflitto definisce il presidente ucraino un "pupazzo", posizione ribadita in una serie di vignette per il Fatto Quotidiano. In precedenza l'autore aveva ripetuto alcuni punti tipici della propaganda russa, in particolare che l'Ucraina avrebbe attuato una pulizia etnica contro la popolazione russa nel suo territorio, un'affermazione non supportata dai fatti.

## Le apparizioni cinematografiche
Nel 2011 recita un piccolo cameo nel film Manuale d'amore 3, regia di Giovanni Veronesi. Nel 2012 recita nel film Colpi di fulmine, regia di Neri Parenti. Nel 2015 recita la parte di padre-spettatore Ivo Tanturli nel film L'Universale.

## Impegno politico
Acceso comunista, è stato membro del Comitato centrale del Partito dei Comunisti Italiani, col quale si è presentato alle elezioni europee del 2004, ottenendo complessivamente 7.324 voti di preferenza (di cui 3.331 nella circoscrizione Italia nord-occidentale e 3.993 nella circoscrizione Italia centrale), un numero insufficiente a ottenere l'elezione.
Nel 2013, in occasione delle elezioni politiche, espresse il suo sostegno verso la lista Rivoluzione Civile di Antonio Ingroia, non presentandosi come candidato ma proponendo Maya Marchioni al suo posto. 
Nel 2018 durante la campagna elettorale per le elezioni politiche, Vauro, insieme ad altri personaggi pubblici, offrì il suo endorsement alla lista Potere al Popolo! con a capo Viola Carofalo. 
In vista delle elezioni europee del 2019 manifestò il proprio sostegno a La Sinistra, lista elettorale che comprendeva – tra gli altri – Sinistra Italiana, Rifondazione Comunista e L'Altra Europa con Tsipras.
Alle elezioni politiche del 2022 ha dato il suo voto a Unione Popolare, lista elettorale guidata da Luigi de Magistris e che comprende Rifondazione Comunista, Potere al Popolo! e altre formazioni della sinistra.
Alle elezioni europee del 2024 si candida con Pace Terra Dignità, lista pacifista di Michele Santoro, nella circoscrizione centrale raccogliendo circa 3.600 preferenze senza risultare eletto poiché la formazione non supera la soglia di sbarramento.

## Attività umanitarie
È stato vignettista e giornalista per PeaceReporter. Nel febbraio 1991 - durante la Guerra del Golfo - fu tra promotori la campagna “Un Ponte per Baghdad”, che poi avrebbe dato vita all'associazione umanitaria Un Ponte Per. Collabora con la ONG Emergency, occupandosi dell'informazione e della comunicazione. Nel dicembre 2008 ha collaborato alla stesura del calendario della società per l'anno seguente, collaborazione che si è ripetuta per il calendario 2013 (vignetta per il mese di marzo).
Ha collaborato anche con Freedom Flotilla di cui ha disegnato la bandiera ritraendo una colomba bianca con un ramo di ulivo nel becco, simbolo della pace.

## Premi ricevuti
Nel 1996 ha vinto il Premio di satira politica di Forte dei Marmi.

## Opere
- Mille e non più 1000, con Massimo Bucchi. Daga ed., 1989
- La satira alla guerra. Manifestolibri, 1991
- Vita e morte della DC. Manifestolibri, 1992
- Foglio di via. Manifestolibri, 1994
- Droghe leggere. Nuovi Equilibri, 1994. ISBN 8872261651 (Testo online)
- Il papa è morto. Baldini Castoldi Dalai editore, 1997. ISBN 888089286X
- La satira dopo l'Ulivo. Il meglio dello svignettamento di Vauro. Datanews, 1998. ISBN 8879811053
- L'ulivo santo. Massari, 1999
- L'ONU santo: 120 vignette della serie non ci resta che ridere. Massari, 1999. ISBN 8845701514
- Afghanistan anno zero, con Giulietto Chiesa. Guerini, 2001. ISBN 8883352424
- Appunti di guerra. Pensieri e vignette di un mese sotto le bombe. Terre di Mezzo Editore, 2001. ISBN 8888424121 (Premio Pieve - diario del presente, 2002)
- Premiata macelleria Afghanistan. Vignette dalla guerra. Zelig, 2002. ISBN 8887291721
- Sciusciò. Dal Raggio Verde a Sciuscià edizione straordinaria, con Sandro Ruotolo. Zelig, 2002. ISBN 8887291861
- Scuolabus, con Geraldina Colotti. MC, 2003. ISBN 8888432094
- Principessa di Baghdad. Guerini e associati, 2003. ISBN 888335432X
- Come non sopravvivere a un altro anno di merda, con Johnny Palomba. 2004. ISBN 8838475199
- Antologica 1993-2002. Squilibri, 2004, ISBN 8889009063
- I peggiori crimini del comunismo, con Giulietto Chiesa. Piemme, 2004. ISBN 8838481296
- Il NostraVaurus, con Johnny Palomba. Piemme, 2005. ISBN 883846197X
- Papeide. Un papa tira l'altro. Piemme, 2006. ISBN 8838486786
- Clandestino. 20 anni di vignette sull'immigrazione. Terre di Mezzo Editore, 2006. ISBN 8889385715
- Il libretto rosso, ovvero La cazzata Potiomkin, con Giulietto Chiesa. Piemme, 2006. ISBN 8838486697
- Kualid che non riusciva a sognare. Piemme, 2007. ISBN 9788838468483
- Il mago del vento. Piemme, 2008. ISBN 9788856602029
- La destra, la sinistra, la Chiesa, Manifestolibri, 2009, ISBN 9788872855768
- Italia Anno Zero, con Marco Travaglio e Beatrice Borromeo. Chiarelettere, 2009. ISBN 9788861900516
- Sangue e cemento, con Marco Travaglio. Editori Riuniti, 2009. ISBN 9788835980100
- La scatola dei calzini perduti. Piemme, 2009
- Farabutto. Piemme, 2010 ISBN 9788856614527
- Gianpiero Caldarella (a cura di), Le rughe sulla frontiera. Lampedusa: restiamo umani!, Navarra Editore, Palermo, 2011. ISBN 978-88-95756-59-2
- Il respiro del cane, Piemme, Milano, 2011. ISBN 978-88-566-1032-1
- Sciacalli. Satira per tempi di merda, Piemme, 2012, ISBN 978-88-566-3113-5
- Critica della ragion satirica, Piemme, 2013, ISBN 978-88-566-3258-3
- Storia di una professoressa, Piemme, 2013, ISBN 978-88-566-2675-9
- Toscani innamorati, Piemme, 2014, ISBN 978-88-566-4055-7
- Tutto Vauro. Sessanta mi dà tanto, Piemme, 2015, ISBN 978-88-566-5004-4
- Buongiorno professoressa, Piemme, 2016, ISBN 978-88-566-5641-1
- La trilogia della Luna (Kualid che non riusciva a sognare + Il mago del vento + La scatola dei calzini perduti) Piemme, 2017, ISBN 978-88-566-6455-3
- Dio è tornata, Piemme, 2018, ISBN 978-88-566-6314-3
- La Zecca, Compagnia editoriale Aliberti, 2019, ISBN 978-88-932-3310-1
- Coronadelirius. La pandemia in vignetta, Futura, 2021, ISBN 978-88-230-2345-1
- La regina di Kabul. Storie dall'Afghanistan di Emergency, Libreria Pienogiorno, 2021, ISBN 979-12-802-2936-6

## Filmografia
- Viva Zapatero!, regia di Sabina Guzzanti (2005)
- Manuale d'amore 3, regia di Giovanni Veronesi (2011)
- Colpi di fulmine, regia di Neri Parenti (2012)
- I calcianti, regia di Stefano Lorenzi (2015)
- L'Universale, regia di Federico Micali (2016)